# هولتون، آکسفوردشر
هولتون (به انگلیسی: Holton) یک روستا و محله مدنی در بریتانیا است که در آکسفوردشر جنوبی واقع شده‌است. هولتون ۶٫۶۳ کیلومتر مربع مساحت و ۸۸۵ نفر جمعیت دارد.